# Petnjica
Petnjica je město a opština na severu Černé Hory. Petnjica byla prohlášena opštinou v květnu 2013. Dříve jí byla v letech 1945 až 1957, kdy byla spojena s opštinou Berane. V roce 2011 ve městě žilo 565 obyvatel, zatímco v celé opštině 5 665 obyvatel.